# Сеоски детлић
Сеоски детлић (лат. Dendrocopos syriacus) врста је птице из породице детлића. Име рода Dendrocopos је комбинација две старогрчке речи, dendron која означава дрво и kopos што значи упадљив. Придев syriacus потиче из латинског језика и значи „сиријски”, с обзиром да је са подручја Мале Азије дошао у Европу.

## Опис
Дужина тела од врха репа до врха кљуна је од 23 до 25 центиметара, а распон крила је између 38 и 44 центиметара. Маса птице варира од 55 до 63 грама у Ирану и од 70 до 82 грама у Централној Европи.
Сличних је шара и величине као велики детлић, али се од њега разликује по бледоцрвеном подрепку који постепено прелази на светле груди и по присуству уздужних црних пруга на боковима. Најсигурнија разлика између ове две врсте је црна вратна пруга која је код великог детлића спојена са теменом, док код сеоског није. Забележена је и појава хибридизацје са великим детлићем, па треба бити опрезан приликом идентификације. На раменима има велика, бела поља која га одвајају од планинског детлића. Полни диморфизам је присутан. Потиљак мужјака је црвен, док је код женке потпуно црн. Теме одраслих птица оба пола је црно, док је код младих јединки потпуно црвено. Младе птице се на први поглед могу помешати са средњим детлићем, али се од њега разликују по црној обрви и црним „брковима” који долазе скроз до основе кљуна. Лети праволинијски, са наизменичним уздизањем и понирањем.

## Распрострањеност и станиште
Насељава државе Мале Азије и Блиског истока одакле је, крајем 19. и током 20. века, природно проширио ареал на подручје источне и средње Европе и Балканског полуострва. 
Гнезди се у отвореним култивисаним стаништима са мањим шумарцима. Често је бележен на различитим плантажама, укључујући састојине маслина, пекана, и авокада на југу ареала, али и виноградима у Централној Европи. Присутан је у дрворедима поред путева, на рубовима шумарака, у мозаичним пољоприредним стаништима и парковима у насељима. Такође настањује светле храстове и четинарске шуме на нижим надморским висинама у Турској.

## Биологија
Сваштојед је. Храни се различитим инсектима и њиховим ларвама, пужевима, кишним глистама, воћем, бобицама, смолом, орашастим плодовима и семењем биљака. Станарица је, али током дисперзије може прећи велике раздаљине. Гнездећу дупљу дубе оба пола, али више мужјак, обично на стаблу или дебљој грани. Није редак случај да се гнезде унутар дрвених електроводних стубова. Старе дупље понекад поново користе. Отрвор дупље има пречник око 5 центиметара. У леглу се налази од 3 до 7 јаја која полажу од средине априла до маја, ретко у јуну. У рупама у стаблима као што су стара гнезда детлића се може уселити велики број врста птица као што су: сенице, мухарице, бргљез, обична црвенрепка и многе друге. Орнитолози процењују да европска популација броји између 281 000 и 653 000 гнездећих парова, а тренд популације је оцењен као стабилан.

## Угроженост
Позната је појава хибридизације са великим детлићем. Због оштећивања цеви за наводњавање у Израелу, био је прогањан, а понекад и упуцан од стране локалног становништва. Међутим, данас је углавном толерисан.

## Сеоски детлић у Србији
Подручје Војводине је населио и значајније се проширио током прве половине и средином 20. века, док је јужно од Саве и Дунава био присутан крајем 19. века. Равномерно насељава територију целе Србије. Гнезди се у мозаичним пољопривредним стаништима, руралним подручјима, са насељима, викенд-зонама и воћњацима у низији и побрђу. Након пораста популације и ширења ареала у прошлости, популација је после 2000. оцењена као стабилна и процењује се да броји између 23 000 и 30 000 гнездећих парова. Станарица. На територији Специјалног резервата природе „Засавица" је забележено 13 територија ове врсте, од којих су 12 биле у насељима или на рубу истих.